# ناثان ثورنتون
ناثان ثورنتون (بالإنجليزية: Nathan Thornton)‏ (13 يوليو 1988 في الولايات المتحدة - ) هو لاعب كرة قدم أمريكي في مركز الهجوم. لعب مع Charlotte Eagles ‏.

## وصلات خارجية
- ناثان ثورنتون على موقع قاعدة بيانات كرة القدم.إي يو (الإنجليزية)